# Toma Cornea
Toma Cornea (n. 7 iulie 1874, Ilieni – d. aprilie 1944, București) a fost un deputat în Marea Adunare Națională de la Alba Iulia, organismul legislativ reprezentativ al „tuturor românilor din Transilvania, Banat și Țara Ungurească”, cel care a adoptat hotărârea privind Unirea Transilvaniei cu România, la 1 decembrie 1918.:p. 77

## Biografie
Născut în localitatea Ilieni în anul 1874, Toma a urmat studiile superioare la Facultatea de Drept și Științe Juridice din Budapesta, studii în urma cărora va ocupa postul de avocat din Sighișoara iar din anul 1911 devine președintele Despărțământului Sighișoara al Astrei. Participă la adunarea din 30 noiembrie de la Alba Iulia, pronunțându-se pentru unirea fără condiții.  A fost ales membru în Marele Sfat Național Român, fiind și director al Băncii Târnăveana din Sighișoara. Este mai apoi prefect al județului Odorhei între anii 1920-1921. Din 1930 va fi avocat în Sibiu, moartea survenindu-i în anul 1944 în orașul București în timpul bombardamentului american asupra Gării de Nord.

## Activitatea politică
A fost ales ca delegat titular al cercului electoral  Sighișoara, la Marea Adunare Națională de la Alba Iulia de la 1 decembrie 1918.:p. 251